# Glashaven
De Glashaven is een gedempte haven (en tegenwoordig een drukke straat) in het centrum van Rotterdam. De Glashaven was een zijhaven van de Wijnhaven en de Scheepmakershaven.

## Historie
De Glashaven is gegraven in 1614 als onderdeel van de aanleg van de Waterstad, het gedeelte van Rotterdam tussen Schielands Hoge Zeedijk en de Nieuwe Maas. De Glashaven dankt zijn naam aan de glasblazerij die daar gevestigd was. Toen rond 1870 op Feijenoord de Entrepothaven, de Binnenhaven en de Spoorweghaven werden aangelegd, liep de overslag aan de Glashaven terug. Tussen 1882 en 1884 werd de Glashaven gedempt. De Gedempte Glashaven was een brede straat met kantoorpanden. In 1899 werd over de Wijnhaven in het verlengde van de Gedempte Glashaven de Regentessebrug gebouwd naar het voorbeeld van de bruggen in Parijs, met vier leeuwen die de brug flankeren.
De bebouwing rond de Glashaven is bij het bombardement op Rotterdam van 14 mei 1940 verloren gegaan; alleen de Regentessebrug bleef gespaard. De oostkant van de Glashaven is in de jaren vijftig bebouwd met kantoorpanden. Aan de westkant van de Glashaven werd een beurtvaartcentrum aangelegd, waar bedrijven als S.B.S. zich vestigden. In de jaren tachtig is dit vervangen door woningbouw rond de Leuvehaven.